# Glass Animals
Glass Animals — британская инди-рок группа из Оксфорда, созданная в 2010 году. Возглавляема вокалистом и продюсером Дейвом Бэйли. Вместе с ним в ее состав входят друзья его детства — Джо Сиворд, Эдмунд Ирвин-Сингер и Дрю МакФарлейн. 
Их дебютный альбом Zaba вышел 6 июня 2014 года и включает в себя сингл «Gooey», получивший платиновую сертификацию в США. Их второй альбом, How to Be a Human Being, получил в целом положительные отзывы и выиграл в двух категориях на церемонии награждения MPG Awards 2018 года, а также занял место в шорт-листе музыкальной премии Mercury Prize. Третий студийный альбом, Dreamland, стал их первым полностью автобиографическим альбомом, а входящий в него сингл «Tokyo Drifting» достиг седьмой позиции в чарте Billboard Alternative Songs. Бэйли написал и спродюсировал все три студийных альбома группы.
Группа известна своим хитом-синглом «Heat Waves». К сентябрю 2022 года песня набрала 2 миллиарда прослушиваний на Spotify, заняла первое место в американском Billboard Hot 100 и пятое место в UK Singles Chart.
Группа дает концерты по всему миру, а также выступает на таких фестивалях, как Гластонбери, Коачелла, Боннару, Lollapalooza. В 2015 году группа дала более 130 концертов.
В октябре 2015 года группа выпустила совместный с Joey Badass трек «Lose Control».

## Состав группы
- Дейв Бэйли (англ. Dave Bayley)[7][8] — вокал / гитара / бубен. Первоначально, перед тем, как продюсер певицы Адель, Пол Эпворт, увидел выступление группы в Лондоне, Дейв планировал идти в медицинскую школу при Королевском колледже Лондона.
- Дрю Макфарлейн (англ. Drew MacFarlane)[9][10] — гитара / клавишные / бэк-вокал.
- Эдмунд Ирвин-Сингер (англ. Edmund Irwin-Singer)[9][11] — басс / клавишные / бэк-вокал.
- Джо Сиворд (англ. Joe Seaward)[9][12] — барабаны / бэк-вокал.

## Дискография

### Студийные альбомы
| Zaba                                                                      | - Выпущен: 6 июня 2014 - Лейбл: Wolf Tone, Caroline Distribution, Harvest - Форматы: CD, LP, цифровое скачивание                 | 92 | 12 | —  | 162 | —  | —   | —  | —  | —  | 177 | - США: 136,000                         |                   |
| How to Be a Human Being                                                   | - Выпущен: 26 августа 2016 - Лейбл: Wolf Tone, Caroline International - Форматы: CD, LP, цифровое скачивание                     | 23 | 11 | 68 | 151 | 50 | 120 | 20 | 77 | 87 | 20  | - Великобритания: 27,828 - США: 12,000 | - BPI: серебряная |
| Dreamland                                                                 | - Выпущен: 7 августа 2020 - Лейбл: Wolf Tone, Universal Music Operations Limited, Polydor - Форматы: CD, LP, цифровое скачивание | 2  | 6  | 32 | 106 | 13 | —   | 8  | 63 | 51 | 7   | - США: 60,000                          |                   |
| «—» означает, что альбом не попал в чарт страны или не был в ней выпущен. | |    |    |    |     |    |     |    |    |    |     |                                        |                   |

### Мини-альбомы
| Название      | Детали                                                                           |
| ------------- | -------------------------------------------------------------------------------- |
| Leaflings     | - Выпущен: 28 мая 2012 - Лейбл: Kaya Kaya Records - Форматы: цифровое скачивание |
| Glass Animals | - Выпущен: 2013 - Лейбл: Wolf Tone - Форматы: цифровое скачивание                |

### Синглы
| «Cocoa Hooves»                                                           | 2012 | — | —  | — | —  | —  | — | —  | —  | —  | —  |                                                        | Leaflings EP            |
| «Psylla»                                                                 | 2013 | — | —  | — | —  | —  | — | —  | —  | —  | —  |                                                        | Glass Animals EP        |
| «Black Mambo»                                                            | 2013 | — | —  | — | —  | —  | — | —  | —  | 23 | 42 |                                                        | Zaba                    |
| «Pools»                                                                  | 2014 | — | —  | — | —  | —  | — | —  | —  | —  | —  |                                                        | Zaba                    |
| «Gooey»                                                                  | 2014 | — | 40 | — | —  | —  | — | —  | —  | 19 | 26 | - ARIA: платиновая - MC: платиновая - RIAA: платиновая | Zaba                    |
| «Hazey»                                                                  | 2014 | — | —  | — | —  | —  | — | —  | —  | —  | —  |                                                        | Zaba                    |
| «Lose Control» (совместно с Joey Bada$$)                                 | 2015 | — | —  | — | —  | —  | — | —  | —  | —  | —  |                                                        | Внеальбомный сингл      |
| «Life Itself»                                                            | 2016 | — | —  | — | —  | 48 | — | —  | —  | 14 | 21 |                                                        | How to Be a Human Being |
| «Youth»                                                                  | 2016 | — | —  | — | —  | —  | — | —  | —  | —  | 29 | - ARIA: золотая                                        | How to Be a Human Being |
| «Season 2 Episode 3»                                                     | 2016 | — | —  | — | —  | —  | — | —  | —  | —  | 42 |                                                        | How to Be a Human Being |
| «Pork Soda»                                                              | 2017 | — | —  | — | —  | —  | — | —  | —  | 33 | —  |                                                        | How to Be a Human Being |
| «Agnes»                                                                  | 2017 | — | —  | — | —  | —  | — | —  | —  | —  | —  |                                                        | How to Be a Human Being |
| «Tokyo Drifting» (совместно с Denzel Curry)                              | 2019 | — | —  | — | —  | —  | — | 40 | —  | —  | 33 |                                                        | Dreamland               |
| «Your Love (Déjà Vu)»                                                    | 2020 | — | —  | — | 42 | 32 | — | 35 | —  | 7  | 10 |                                                        | Dreamland               |
| «Dreamland»                                                              | 2020 | — | —  | — | —  | —  | — | 28 | —  | —  | 21 |                                                        | Dreamland               |
| «Heat Waves»                                                             | 2020 | 5 | 1  | 5 | 40 | 45 | 5 | 3  | 10 | 1  | 1  |                                                        | Dreamland               |
| «It’s All So Incredibly Loud»                                            | 2020 | — | —  | — | —  | —  | — | 35 | —  | —  | 44 |                                                        | Dreamland               |
| «Tangerine» (при участии Arlo Parks)                                     | 2020 | — | —  | — | —  | —  | — | 25 | —  | 12 | 24 |                                                        | Внеальбомный сингл      |
| «—» означает, что сингл не попал в чарт страны или не был в ней выпущен. |      |   |    |   |    |    |   |    |    |    |    |                                                        |                         |

#### Другие песни, вошедшие в чарты
| Название                           | Год  | Высшие позиции в чартах | Высшие позиции в чартах | Альбом                  |
| Название                           | Год  | NZ Hot                  | US Rock                 | Альбом                  |
| ---------------------------------- | ---- | ----------------------- | ----------------------- | ----------------------- |
| «The Other Side of Paradise»       | 2016 | —                       | 45                      | How to Be a Human Being |
| «Hot Sugar»                        | 2020 | 28                      | 41                      | Dreamland               |
| «Space Ghost Coast to Coast»       | 2020 | 25                      | 35                      | Dreamland               |
| «Waterfalls Coming Out Your Mouth» | 2020 | —                       | 45                      | Dreamland               |